# Jangle pop
Jangle pop este un subgen al pop rock sau college rock care pune accent pe chitare jangly și pop melodii. Termenul se aplică de obicei trupelor de la sfârșitul anilor 1970/începutul anilor 1980 care ies din scena post-punk, care păreau îndatorate unor grupuri din anii 1960, cum ar fi Byrds. Actele notabile includ Big Star, R.E.M. și the Bangles.

## De fundal
Termenul „jangle pop” a fost popularizat în anii 1980, ca referință la versurile „În dimineața jingle jingle, voi veni după tine” din interpretarea lui Byrds din 1965 a piesei „Bob Dylan Mr. Tambourine Man]]"
În anii 1980, cele mai proeminente grupuri pop timpurii au fost R.E.M., the Chills, the Clean, the dB's, 10.000 Maniacs The Nunta Present și the Smiths. La începutul până la mijlocul anilor 1980, termenul „jangle pop” a apărut ca o etichetă pentru o mișcare post-punk americană care amintea sunetele unor acte „jangly” din anii 1960. Între 1983 și 1987, descrierea „jangle pop” a fost folosită pentru a descrie trupe precum R.E.M. și Let's Active, precum și subgenul Paisley Underground, care a încorporat [[muzică psihedelică|psihedelic] ] influențe.

## Istorie
În 1979, grupul Athens, Georgia Pylon a debutat cu un „sunet pop unghiular, propulsiv” care i-ar influența pe colegii din scena muzicală din Atena, Georgia. Un rezumat „AllMusic” al melodiei pop modernă îl descrie ca un „format bazat pe pop”, dar nu mainstream, deoarece versurile ar putea fi adesea „în mod deliberat criptic”, iar sunetul „ crud și amator" cu producție DIY.
Trupele ulterioare de jangle-pop care au apărut în anii ’80 au fost influențate enorm de către trupele de folk rock din anii ’60, cum ar fi the Byrds, Richie Unterberger scrie „Întreaga școală a trupelor alternative de jangle-pop din anii 1980, conduse de R.E.M., îi datora mult. The Byrds în chitarile lor care sunau în jurul anului 1987 se părea că la două săptămâni vedeau un alt album al unor imitatori de R.E.M, care ar fi putut imita chitarile cu 12 corzi ale lui Byrd, fără să fi auzit vreodată pe Byrds. Format:Cite carte</ref>
Dunedin Sound din Noua Zeelandă a fost o scenă cheie a jingle pop. Trupe precum the Chills, the Clean, the Verlaines, the Bats și Straitjacket Fits au sintetizat [[alternativa anilor 1970] rock]] și post-punk cu jingle,, iar scena sa răspândit curând în Auckland și în alte orașe din Noua Zeelandă.
Între 1983 și 1987, „Trupii de pop sudic precum R.E.M. și Let's Active” și un subgen originar din California numit Paisley Underground au încorporat influențe psihedelic.<ref. name="AllMusic" /> Un articol din revista Blogcritics susține că, pe lângă R.E.M., „singura altă trupă de jangle-pop care s-a bucurat de vânzări mari în America au fost the Bangles, din Los Angeles Deși sunt mai cunoscute pentru hiturile lor strălucitoare precum „Manic Monday”, primul lor album și EP au fost eforturi organice, adevărate de tip jingle-pop într-o venă Byrds/Big Star, condimentate cu un strop de psihedelie la debutul lor."< ref>„Sunday Morning Playlist: Jangle Pop - Blogcritics Music”. Blogcritics.org. Arhivat din original la 17 septembrie 2008. Accesat în 10 august 2011.</ref>
Jangle pop a influențat college rock la începutul anilor 1980. În [[Austin, Texas] ], termenul New Sincerity a fost folosit pentru un grup similar de trupe, conduse de the Reivers, Wild Seeds și True Believers.